# Lydella florivaga
Lydella florivaga là một loài ruồi trong họ Tachinidae.